# Розсохуватка (роз'їзд)
Розсохуватка — роз'їзд Шевченківської дирекції Одеської залізниці.
Розташований за 2 км на північ від села Розсохуватка Катеринопільського району Черкаської області між станцією Звенигородка (13 км) та роз'їздом Гусакове (9 км).
Роз'їзд було відкрито 1907 року, на вже існуючій з 1891 року лінії Христинівка — Шпола, під такою ж назвою.
Зупиняються лише приміські дизель-поїзди сполученням Черкаси — Умань.